# Daniel von Moskau

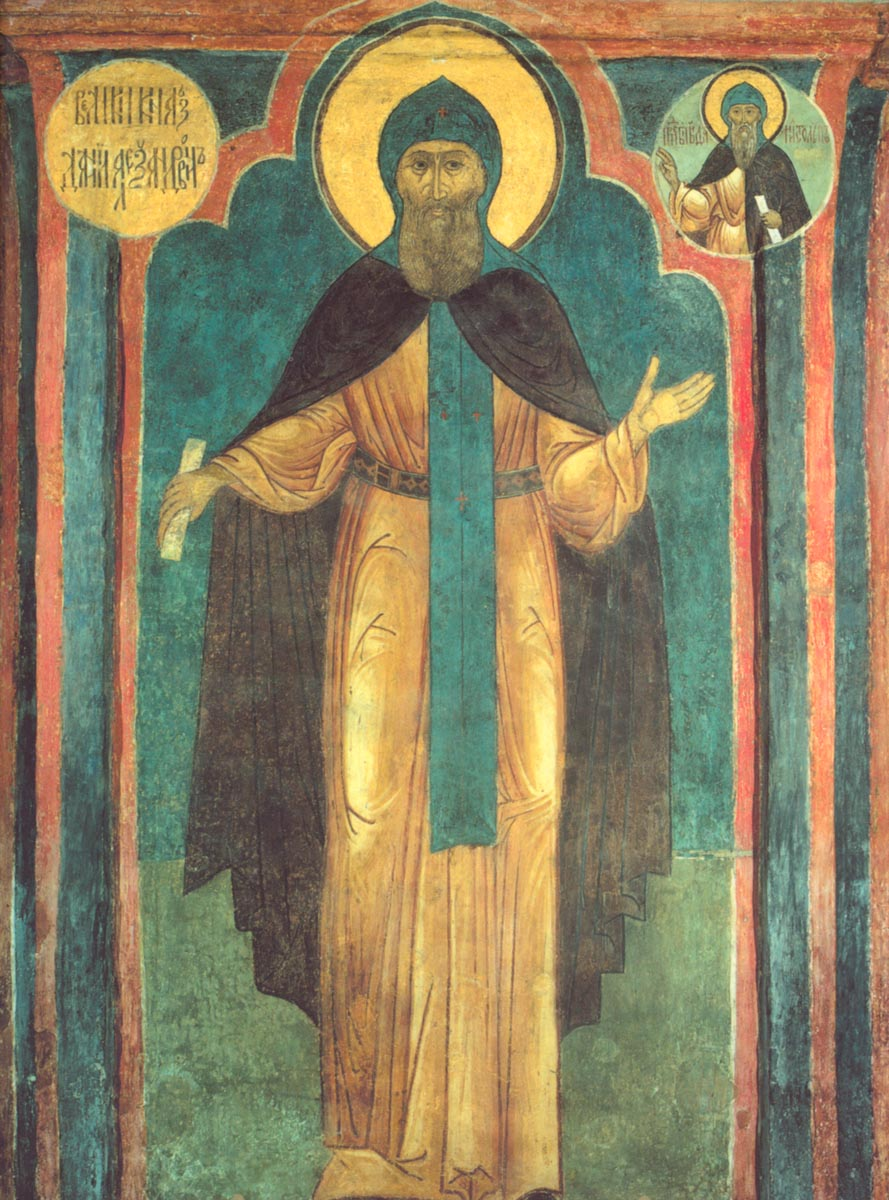
Daniel von Moskau; Fresko in der Erzengel-Michael-Kathedrale im Moskauer Kreml, 17. Jahrhundert

Daniel von Moskau (russisch Даниил Александрович Московский, Daniil Alexandrowitsch Moskowski; * 1261 in Wladimir; † 4. März 1303 in Moskau) war von 1272 bis zu seinem Tod Fürst von Moskau. Der Sohn Alexander Newskis war der Vater Juris I. und Iwans I. Er ist der Begründer der Moskauer Linie der Rurikiden und damit Stammvater aller Großfürsten von Moskau und russischen Zaren bis zu Fjodor I. Als Sicherer des Friedens, Förderer der orthodoxen Kirche und Gründer des ältesten Moskauer Klosters, der selbst im Mönchsstand starb, wird er von der russisch-orthodoxen Kirche als Heiliger verehrt. Sein Gedenktag ist der 4. März.

## Leben
Als Alexander Newski 1263 starb, war Daniel, sein jüngster Sohn, erst zwei Jahre alt. 1272 wurde ihm aus dem väterlichen Erbe das damals unbedeutende Fürstentum Moskau zugesprochen. Er nahm teil an den innerdynastischen Streitigkeiten um die Vorherrschaft in den verschiedenen russischen Teilfürstentümern und den Auseinandersetzungen mit dem Reich der Goldenen Horde, dem sein Fürstentum tributpflichtig war. Dabei soll er, wo immer möglich, auf gewaltfreien Ausgleich bedacht gewesen sein. 1302 erbte er von seinem kinderlos verstorbenen Neffen Iwan Dmitrijewitsch das Fürstentum Pereslawl-Salesski, das danach dauerhaft mit Moskau verbunden blieb und entscheidend zu dessen Aufstieg beitrug.
Vor 1282 gründete Daniel aus seinem Erbe auf dem rechten Ufer der Moskwa ein Kloster, das er nach seinem Namenspatron Daniel Stylites benannte. Dieses Danilow-Kloster ist nach wechselvoller Geschichte heute das geistliche Zentrum der russisch-orthodoxen Kirche und Sitz des Patriarchats von Moskau und ganz Russland.
Daniel starb nach kurzer Krankheit im Danilow-Kloster; auf dem Sterbebett nahm er das Große Schima. Zunächst auf dem Klosterfriedhof beigesetzt, wurden seine Gebeine 1652 in die 1565 neu erbaute Hauptkirche des Danilow-Klosters (Kathedrale der heiligen Väter der Sieben Ökumenischen Konzilien) übertragen.
Aus Anlass des Millenniums der Taufe Russlands stiftete Patriarch Pimen I. 1988 den Orden des heiligen Fürsten Daniel von Moskau, der für Verdienste um die geistliche Erneuerung der russischen Kirche verliehen wird. Im selben Jahr erhielt ein Atom-U-Boot (Projekt 671RTM) der russischen Nordflotte den Namen Daniel Moskowski.